# Golpes de Estado em Bangladesh
O Bangladexe, ou Bangladesh, sofreu diversos golpes militares desde a sua independência do Paquistão em 1971. Foram 21 golpes de Estado ou tentativas de golpes, sendo que dois resultaram no assassinato de chefes de Estado.

## Golpes em 1975

### 15 de agosto
O golpe de Estado de 15 de agosto de 1975 foi organizado por oficiais do Exército de Bangladexe. O golpe resultou no assassinato do presidente do país, Mujibur Rahman (da Liga Popular de Bangladesh ou Liga Awami) e sua família, exceto as filhas, Sheikh Hasina e Sheikh Rehana, que estavam na Alemanha. Também foram mortos ministros e líderes de diversos partidos.
O Sheikh Mujib, como era conhecido, assumira o governo do país, como primeiro-ministro, em 25 de janeiro de 1975. Para fazer frente aos graves problemas de desemprego, pobreza e corrupção, estabelecera, em 7 de junho do mesmo ano, um governo de unidade nacional, liderando uma frente de partidos denominada BaKSAL (Liga Popular dos Operários e Camponeses de Bangladesh). Essa frente era formada pela  Liga Popular (de tendência nacionalista), mais o Partido Comunista, o Partido Nacional Popular  (Mozaffar) e a Liga Nacional (Liga Jatiya). A BaKSAL propunha-se a trazer estabilidade ao país, estabelecendo um regime autoritário, de partido único, com forte controle da mídia e do Judiciário, entrando em choque com a burocracia, as forças armadas e grupos políticos rivais. O  governo foi enfraquecido e desacreditado, enquanto o país, quase falido, mergulhava no caos. Registrou-se, inclusive, escassez de alimentos. Em artigo de opinião publicado em 1974, o  jornalista Lawrence Lifschultz escreveu na Far Eastern Economic Review que os bengaleses consideravam  "sem precedentes" "a corrupção e as más práticas, bem como o saque da riqueza nacional" .
Foi então que alguns oficiais do exército (coroneis Syed Faruque Rahman, Khandaker Abdur Rashid, Sharful Haque (Dalim), Mohiuddin Ahmed e A.K.M. Mohiuddin Ahmed, Bazlul Huda, S.H.M.B. Noor Chowdhury) e veteranos do Mukti Bahini  planejaram derrubar o governo e estabelecer um governo militar. Contrários à formação da BAKSAL, eles  consideravam que o governo era subserviente à Índia e que, futuramente, poderia desmantelar o Exército de Bangladexe.
Khandakar Mushtaq Ahmed, da Liga Awami, antigo ministro do governo de Mujib, aceitou assumir a Presidência da República. Segundo o jornalista Lawrence Lifschultz, Mushtaq e a CIA participaram da conspiração. "O chefe do escritório da CIA em Daca, Philip Cherry, esteve ativamente envolvido no assassinato do Pai da Nação - Bangabandhu Sheikh Mujibur Rahman," escreveu Lifschultz em seu livro Bangladesh: The Unfinished Revolution. Há suspeitas de que o chefe do Estado-Maior do Exército, Major-general K M Shafiullah e o diretor da Agência de Inteligência Militar, Vice-marechal Aminul Islam Khan, também estivessem cientes da conspiração.

### 3 de novembro
O governo formado pelo Major Faruque, Major Rashid e Khandakar Mushtaq Ahmed foi derrubado em um golpe de Estado em 3 de novembro de 1975, organizado pelo brigadeiro Khaled Mosharraf, Bir Uttom, um combatente condecorado. Mosharraf era visto por muitos como um defensor do governo de Sheikh Mujibir. Ele colocou o major-general Ziaur Rahman, o Chefe do Estado-Maior do Exército e colega combatente, que se acreditava ter apoiado o golpe de agosto, em prisão domiciliar, mas não o executou. Alguns analistas afirmaram que a amizade pessoal entre os dois oficiais levou a Mosharraf poupar a vida de Rahman.

### 7 de novembro
Liderados pelo tenente-coronel Abu Taher, soldados do Exército de Bangladexe derrubaram o golpe de três dias de Mosharraf e libertaram o major-general Ziaur Rahman da prisão domiciliar. Eles mataram Khaled Mosharraf e seus colaboradores. Rumores sobre a filiação de Mosharraf com a Índia (uma cobertura da Far Eastern Economic Review na época publicou a manchete "The Indian Coup?") agravaram suspeitas do exército neste golpe.
O ex-chefe do Exército, Major General Shafiullah, alegou que muitos elementos do JSD (Jatiyo Samajtantrik Dal: Partido Nacional Socialista) se infiltraram no exército no início de 1975. Etre  6 e 7 de novembro 1975, alguns dos membros do JSD distribuíram panfletos e agitaram soldados contra os oficiais do exército. O JSD tentou controlar o contragolpe organizado por Abu Taher.
Taher resgatou Ziaur Rahman (conhecido como Zia) do cativeiro, que mais tarde, no processo, tornou-se presidente (não primeiro-ministro) do país. Zia mais tarde realizou um julgamento secreto, no qual Taher foi condenado. Ele foi executado por sua participação no golpe. O tribunal especial foi descrito pelo jornalista Lawrence Lifschultz como um "tribunal canguru", o que levou o jornalista a ser expulso do país pela junta militar de Ziaur. Lifschultz posteriormente documentou o golpe e o contragolpe desse  tumultuado período, em seu livro Bangladesh: The Unfinished Revolution.

## Golpes de Estado entre 1977-1980
Ziaur Rahman sobreviveu a várias tentativas de golpe durante seus cinco anos como líder do país até ser morto pelo golpe de Estado de 1981. A maioria desses golpes foram liderados pelos oficiais combatentes da Guerra de 1971 que estavam irritados com a ligação de Ziaur com a anti-liberação de quartéis pró-islâmicos. Em 30 de setembro de 1977 um golpe de Estado foi efetuado no acantonamento de Bogura; mas este falhou (ver: Motim em Bogra de 1977).
Em 2 de outubro de 1977 outro golpe irrompeu, liderado pelos aviadores da Força Aérea de Bangladexe. Seis oficiais da Força Aérea morreram neste golpe. Esse golpe foi iniciado por «elementos descontentes» das forças armadas. Em 2 de outubro, cinco membros do "Exército Vermelho" Japonês tentaram sequestrar um DC-8 da Japan Airlines, incluindo 156 passageiros, porém falharam na tentativa; depois disso, o golpe teve início. Estima-se que 2,5 mil militares das Forças Armadas foram executados após condenações em tribunais militares por sua parte no golpe. Oficialmente 1.183 soldados foram condenados. 561 eram pilotos da Força Aérea de Bangladexe e outros eram soldados do Exército. Os soldados do Exército foram mortos pelo golpe de 30 de setembro.

## Golpe em 1981
Durante o período de seu poder, Zia foi criticado pelo tratamento cruel dado a oposição política. Ao mesmo tempo, Zia reabilitou alguns dos homens mais controversos de Bangladesh, mas continuou a desfrutar de popularidade geral e da confiança do público. Os defensores da Liga Awami e veteranos da Mukti Bahini criticaram suas ações. Em meio a especulações e temores de distúrbios, Zia saiu em viagem para Chatigão em 29 de maio de 1981 para ajudar a resolver uma disputa política intrapartidária no Partido Nacionalista de Bangladesh regional. Zia e sua comitiva passaram a noite em uma casa de repouso. Nas primeiras horas da manhã do dia 30 de maio, ele foi assassinado por um grupo de oficiais do exército, que também mataram seis de seus guarda-costas e dois assessores.
O assassinato de Zia foi parte de um golpe militar fracassado liderado pelo Major General Abul Manzoor, que anunciou a morte e sua tomada de controle do governo na rádio. Manzoor fora anteriormente um comandante sênior do exército e havia sido transferido para Chatigão em 1977. Estava programada a sua transferência para uma posição de não-comando em Daca e isso teria levado ao seu desapontamento pela sua despromoção iminente.
Após o assassinato de Ziaur Rahman em 30 de maio de 1981, o então chefe do Estado-Maior, o Tenente-General Hussain Muhammad Ershad, permaneceu leal ao governo. Ele ordenou que o exército reprimisse a tentativa de golpe liderado pelo Major General Abul Manzoor. Manzoor se rendeu e imediatamente foi levado ao acantonamento. Doze horas depois, ele foi executado.
Zia foi enterrado em Chandrima Uddan, no subdistrito de Sher-e-Banglanagar, em Daca. Grandes cortejos de simpatizantes e ativistas do Partido Nacionalista de Bangladesh compareceram ao funeral. O vice-presidente Abdus Sattar imediatamente o sucedeu como presidente.

## Golpes em 1982
O tenente-general Ershad manteve a lealdade ao novo presidente Abdus Sattar, que liderou o Partido Nacionalista de Bangladesh (BNP) à vitória nas eleições de 1982.
No entanto, o governo do Partido Nacionalista de Bangladesh não estava indo bem e a pressão dos comandantes de alta patente do exército aumentou para que as forças armadas assumissem as rédeas do Estado. O tenente-general Ershad chegou ao poder em um golpe de Estado em 24 de março de 1982 e proclamou-se Administrador-Chefe da Lei Marcial (CMLA), substituindo o presidente Sattar. Ele assumiria a presidência em 11 de dezembro de 1983 após forçar a renúncia de A. F. M. Ahsanuddin Chowdhury, que o próprio Ershad havia nomeado para o cargo.
Para melhorar a administração rural, Ershad introduziu as upazila e o sistema Zila Parishad. Também realizou das primeiras eleições democráticas para estes conselhos de aldeias, em 1985. Em uma eleição realizada em 1986, Ershad foi nomeado pelo Partido Jatiya, que havia sido criado por ele e seus partidários. Um dos maiores partidos políticos, o Partido Nacionalista de Bangladesh (fundado pelo predecessor do Administrador-Chefe da Lei Marcial e mais tarde eleito presidente, o major-general Ziaur Rahman), liderado por sua viúva Khaleda Zia  boicotou as eleições; no entanto, o outro grande partido - a Liga Awami - liderada por Sheikh Hasina participou das eleições gerais de Bangladesh de 1986. O Partido Jatiya liderado por HM Ershad venceu as eleições obtendo a maioria no Jatiyo Sangshad. Em 1987, o Ministério Terra de Bangladesh lançou o "Programa de Ações de Reforma Agrária", uma iniciativa para distribuir khas - terras de propriedade estatal desocupadas, para as famílias sem terra.
O regime de Ershad finalmente caiu em dezembro de 1990; no entanto, conseguiu ainda algum apoio quando elegeu deputados por três vezes e seu Partido Jatiya é o segundo maior partido do governo de coalizão do Bangladesh como eleito nas eleições gerais de Bangladesh de 2008.

## Golpe em 1996
O tenente-general Abu Saleh Mohammad Nasim encenou um golpe militar fracassado em 1996. Em 19 de maio de 1996 Abdur Rahman Biswas, o presidente do Bangladesh durante um governo interino, ordenou que o tenente-general Nasim forçasse a aposentadoria de dois oficiais superiores do exército. O presidente acreditava que eles estavam envolvidos em atividades políticas com os partidos de oposição. Nasim se recusou a cumprir.
No dia seguinte, Biswas demitiu-o e enviou soldados para controlar as estações de rádio e de televisão do Estado. Na tarde daquele dia, o general Nasim ordenou que soldados das divisões de Bogra, Jessore e Mymensingh marchassem para Daca.
A maior parte do exército permaneceu leal ao presidente. O governo transmitiu anúncios pedindo a todos os soldados para que ficassem em seu próprio acantonamento. Após algumas horas, os soldados voltaram a seus quartéis. Logo, percebeu-se que o golpe militar seria altamente improvável de ser bem sucedido.
O General Nasim foi preso e colocado sob prisão domiciliar. Mais tarde, o governo da Liga Awami, que foi eleito ao poder em 1996, concedeu-lhe uma aposentadoria formal. Desde então, tem permanecido como um cidadão comum.